# Rubor

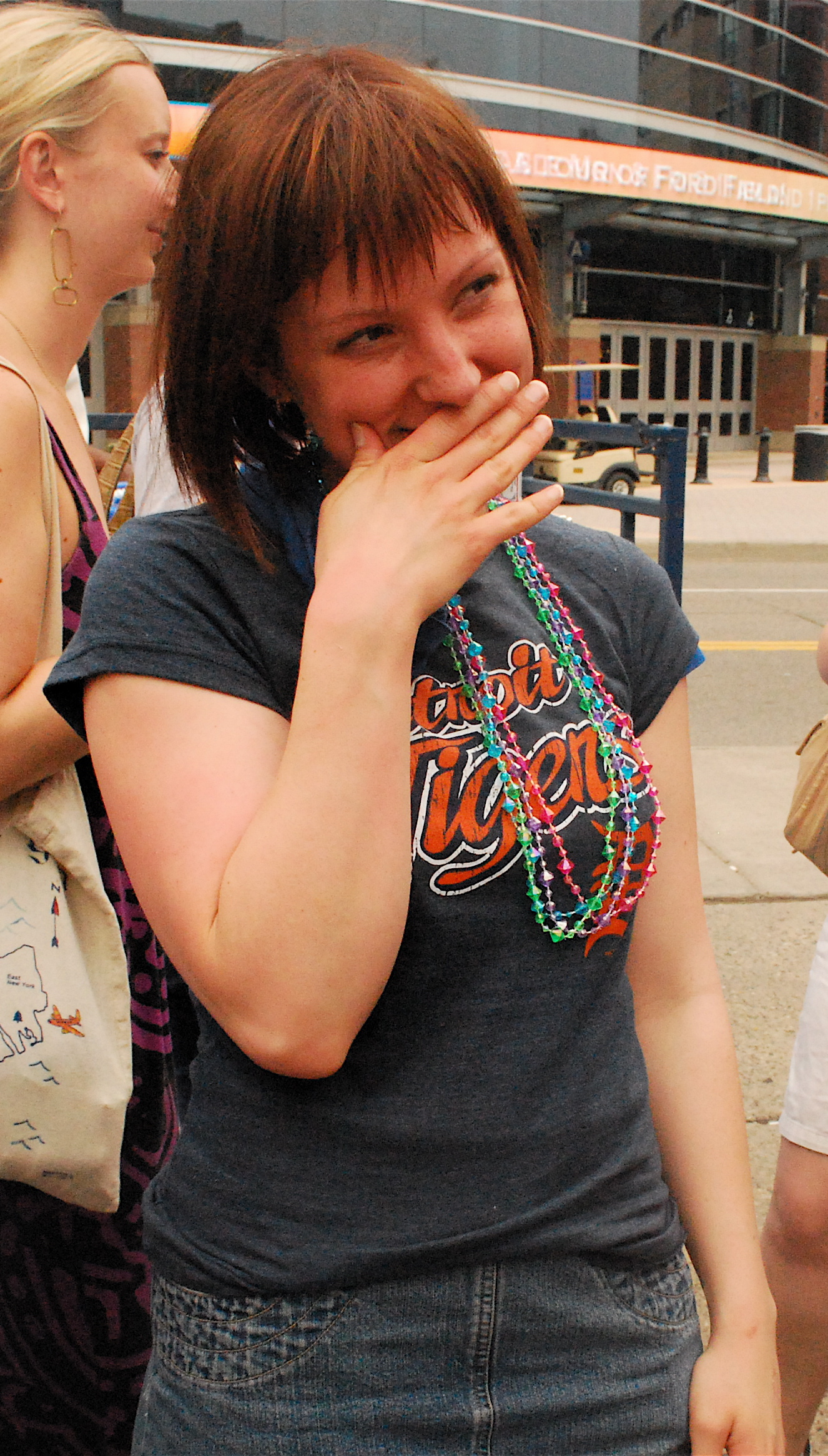
Mujer ruborizándose y cubriéndose el rostro.

El rubor (conocido coloquialmente como sonrojo) es el enrojecimiento de la piel de la cara; la palabra suele utilizarse cuando el enrojecimiento se corresponde a una respuesta emocional, ante ciertas emociones productoras de ansiedad como la vergüenza, la culpa, la ansiedad, el nerviosismo,  el amor, el miedo, la modestia, el enojo o el alcohol. El ruborizarse puede también estar asociado a estados de enamoramiento. Si el enrojecimiento continúa por un período prolongado después de haberse ruborizado, entonces puede corresponder a un síntoma indicativo de rosácea. El rubor puede ser también una manifestación de la enfermedad de Wernicke.
Existe un padecimiento llamado eritema craneofacial idiopático, en el que la persona se ruboriza con gran intensidad frente a un estímulo muy pequeño. Está relacionado con una fuerte fobia a la interacción social (véase fobia social).

## Otros términos relacionados
- La eritrofobia (literalmente, "miedo al enrojecimiento") se refiere al rubor de naturaleza patológica.

- La eritrosis (de eritro-, "rojo", y "-osis") es la tendencia exagerada a ruborizarse, un estado eritematoso difuso cuyo color varía entre el rosa y el rojo violáceo, que alcanza sobre todo, si no exclusivamente, el rostro, que evoluciona por brotes congestivos pero que puede volverse permanente y puede derivar en rosácea.

- La cuperosis es la dilatación de los vasos capilares que irrigan la dermis en forma de ramificaciones o tela de araña.[1]

- La telangiectasia es la dilatación de las venas cercanas a la superficie de la piel que tienen el aspecto de tela de araña.

## Anatomía fisiológica de la circulación sanguínea cutánea en humanos
El flujo sanguíneo a nivel cutáneo posee como función llevar nutrientes a la piel y regular la temperatura del cuerpo. Cuanto mayor es el flujo sanguíneo cutáneo mayor será la cantidad de calor que se irradie. La restricción del flujo sanguíneo a nivel cutáneo reduce la pérdida de calor del cuerpo, lo cual es un elemento de importancia en un medio ambiente frío. El sistema circulatorio de la piel contiene tres tipos principales de conductos, por los que circula la sangre que permiten cumplir con las dos funciones enunciadas previamente:
- Las arterias, los capilares y las venas, que principalmente atienden la función de proveer nutrientes.
- El plexo venoso subcutáneo, que desempeña un importante papel en la conducción del calor y contiene una importante fracción del volumen de sangre cutáneo.
- Grupos de anastomosis arteriovenosas que se encuentran en aquellas partes del cuerpo especialmente expuestas a condiciones de máximo enfriamiento, como las manos, los pies, la nariz, los labios y las orejas. Estas áreas son llamadas estructuras apicales y poseen una irrigación muy alta. Las anastomosis conectan arteriolas y vénulas cutáneas directamente, y desempeñan un importante papel en la reducción del flujo de sangre en entornos fríos (Rowell, 1993; Guyton, 1981; Rowell, 1974).

## Rubor asiático

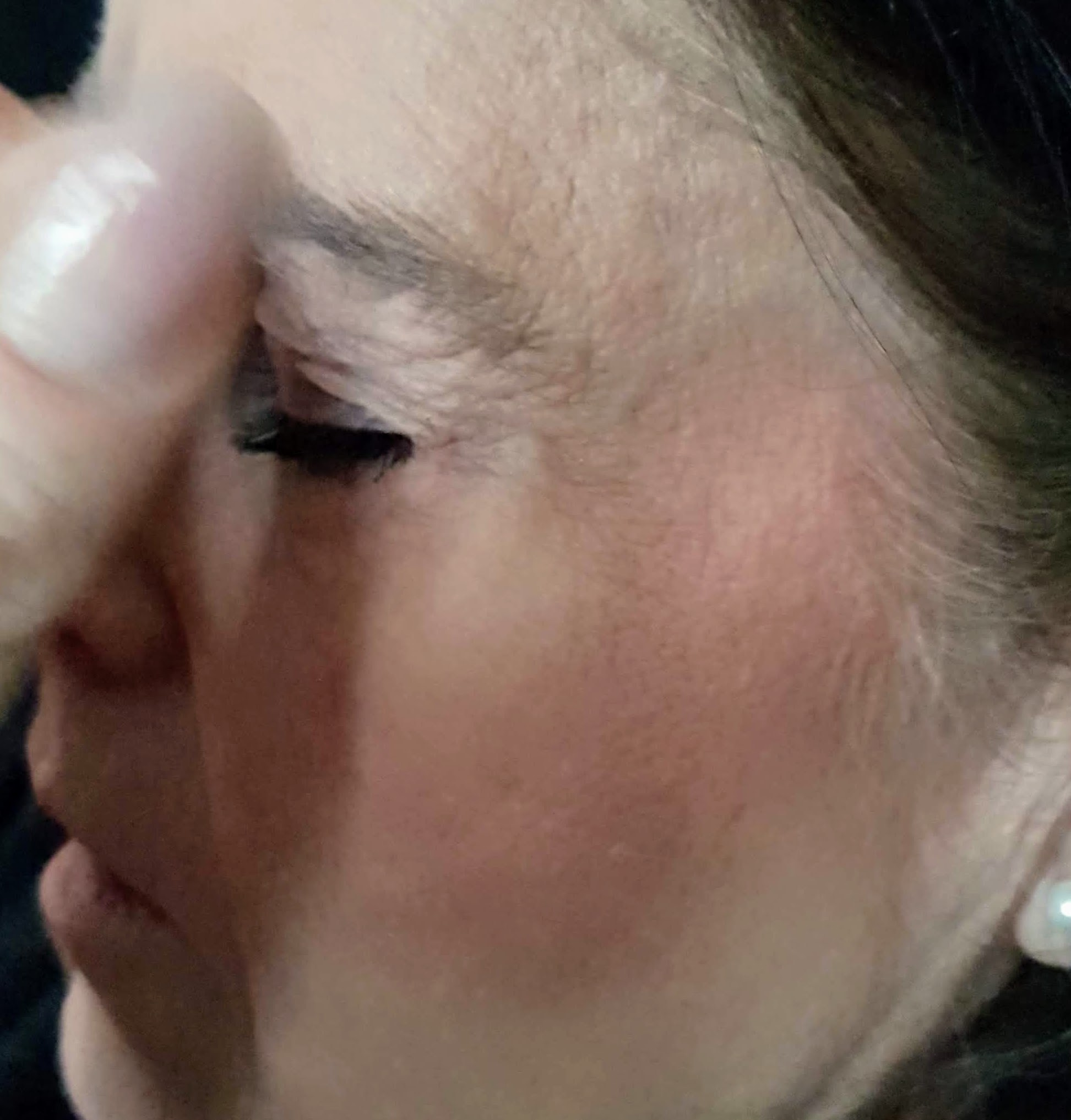
Las mejillas enrojecidas son un síntoma común durante los ataques de cefalea en racimos.

El rubor asiático es el rubor producido como respuesta a la falta de una enzima que participa en el metabolismo del alcohol.
Al parecer, ruborizarse tras beber algún líquido que contenga alcohol podría ser un factor de riesgo para la aparición del cáncer de esófago. El llamado rubor asiático (enrojecimiento de las mejillas, náuseas, riesgo de taquicardias) es una respuesta del organismo -que afecta a un tercio de los asiáticos- porque este grupo humano carece de una enzima que participa en el metabolismo del alcohol (en la destrucción de sus ingredientes tóxicos).
Investigadores de los Institutos Nacionales de Salud de los Estados Unidos y del Centro Kurihama de Alcohol, con sede en Japón, han publicado un artículo sobre el tema (una peculiaridad que no es exclusiva de los grupos asiáticos, aunque se presente más en estos individuos) en las páginas de la revista PLoS Medicine.

"Nuestro objetivo es informar a los médicos de que sus pacientes con deficiencias heredadas en ALDH2 tienen mayor riesgo de sufrir un cáncer de esófago (sobre todo del tipo escamosos) si beben cantidades moderadas de alcohol", se justifican.

Existen aproximadamente 540 millones de individuos en todo el mundo que carecen de dicha enzima. Los médicos podrían fácilmente identificar a esta población de riesgo y aconsejarles que moderen su consumo de bebidas alcohólicas tan sólo con preguntar al paciente si suele ponerse rojo cuando bebe.

## Mecanismo fisiológico de la vasodilatación activa: explicación del rubor
Junto con este tono basal, todos los vasos de resistencia de la piel reciben un flujo tónico de salida de fibras vasoconstrictoras simpáticas. Este flujo tónico de salida está asociado de manera inversa con la temperatura corporal. La vasodilatación ocurre, por tanto, de manera pasiva en los vasos de resistencia, y el tono vasoconstrictor (alfaadrenérgico) se reduce. Además, debe asumirse una vasodilatación neurogénica activa en la piel humana. Sin embargo, no está claro si esta vasodilatación está mediada por fibras nerviosas vasodilatadoras específicas o si participan más bien efectos neurohumorales que se hallan asociados con la activación de las glándulas sudoríferas mediante mecanismos colinérgicos simpáticos (Rowell, 1993; Lembeck & Holzbauer, 1988). Si bien algunos experimentos conducen a la conclusión de que el flujo simpático de salida está implicado en la vasodilatación facial (Drummond & Lance, 1987), 40 años de investigaciones aún no han podido aclarar el mecanismo que se halla detrás de la vasodilatación activa.
Las venas cutáneas también están muy inervadas por fibras vasoconstrictoras simpáticas. El efecto de la activación del flujo de salida de estas fibras se reduce con enfriamiento local. Además, las venas cutáneas son temporalmente reactivas a diversos otros estímulos. Cada uno de los siguientes puede provocar una venoconstricción notoriamente intensa sin que represente una utilidad obvia para el organismo: estímulos emocionales (por ejemplo, la sorpresa, la aprehensión, la incomodidad), la hiperventilación, la inspiración profunda y la maniobra de Valsalva (Rowell, 1974).
En los vasos de resistencia, una mayor presión provoca sobre todo un aumento del flujo por unidad de tiempo. En el plexo venoso cutáneo, con su tasa de flujo generalmente lento, la presión influye principalmente en el volumen. Debido a su enorme variabilidad en el volumen y a su gran capacidad potencial, se cree que el plexo venoso determina el color de la piel (Rowell, 1993; Mellander, Andersson, Afzelius & Hellstrand, 1982; Rowell, 1974). La vasodilatación del plexo venoso es probablemente el mecanismo físico que explica el enrojecimiento repentino de la piel. Pero aún no se sabe por qué el enrojecimiento emocional sólo es visible o evidente en una zona específica llamada, en inglés, the blush region. Se trata de una zona restringida: el rostro, las orejas, el cuello y, en algunos casos, la zona superior del cuerpo. Ha habido dos hipótesis principales para explicar esta restricción local: una de ellas supone que la vasodilatación ocurre en toda la piel pero que únicamente es visible en la zona del enrojecimiento, debido a que esa zona tiene una estructura anatómica específica; la segunda dice que en esa zona específica se presenta una forma específica de vasodilatación. Es probable que la explicación del sonrojo sea una combinación de ambas.
Existen evidencias que indican que la región que se ruboriza posee una estructura anatómica diferente. Por ejemplo, la piel de la cara posee una red capilar mayor por unidad de área y generalmente más conductos por unidad de volumen que otras zonas de la piel. Además, los vasos sanguíneos de las mejillas tienen un diámetro mayor, se encuentran más cerca de la superficie y la visibilidad se ve menos disminuida por el fluido tisular. Estas características específicas de la arquitectura de los vasos faciales llevaron a Wilkin, al revisar las causas posibles del rubor facial, a la siguiente conclusión: "[...] una mayor capacidad y una mayor visibilidad pueden explicar la distribución limitada del rubor" (Wilkin, 1988 (enlace roto disponible en Internet Archive; véase el historial, la primera versión y la última).).
Mellander y sus colegas (Mellander, Andersson, Afzelius & Hellstrand, 1982) han indicado la existencia de mecanismos especiales de vasodilatación. Ellos estudiaron segmentos bucales de las venas faciales humanas in vitro. A diferencia de las venas en otras zonas de la piel, las venas faciales respondían con una contracción miogénica activa a un estiramiento pasivo y por lo tanto eran capaces de desarrollar un tono basal intrínseco. Además, Mellander y sus colaboradores demostraron que las venas en esta zona específica estaban provistas de beta-adrenoceptores, además de los alfa-adrenoceptores usuales. Estos beta-adrenoceptores podían producir un mecanismo de dilatación en el tono basal previamente descrito del plexo venoso cutáneo de la zona facial. Mellander y sus colaboradores han propuesto que este mecanismo participa en el rubor inducido por situaciones emocionales. Drummond ha confirmado en forma parcial este efecto mediante experimentos con bloqueos farmacológicos (Drummond, 1997). En varios ensayos, bloqueó los receptores adrenérgicos alfa (con fentolamina) y los receptores betaadrenérgicos (con propranolol transcutáneo por iontoforesis). El rubor se midió en la frente utilizando un caudalímetro Doppler láser de canal doble. Los sujetos era estudiantes universitarios, distribuidos en dos grupos: uno con quienes se ruborizaban con más frecuencia y otro con quienes no lo hacían con frecuencia, según su propia experiencia. Su edad promedio era de 22.9 años, lo cual es adecuado para evaluar el rubor, dado que es más fácil que se ruboricen los sujetos jóvenes y presenten un rubor más intenso. Se realizaron varias pruebas utilizando a estos individuos; una de las pruebas estaba orientada a producir rubor. El bloqueo alfa-adrenérgico con fentolamina no tenía ninguna influencia en la intensidad del rubor en ninguno de los dos grupos estudiados, lo cual indica que la liberación del tono vasoconstrictor simpático no afecta en forma importante el rubor. Este resultado era de esperarse, dado que el tono vasoconstrictor en la zona facial suele ser bajo (van der Meer, 1985). Por otra parte, el bloqueo beta-adrenérgico con propranolol disminuyó la ruborización en ambos grupos de individuos. Sin embargo, a pesar de un bloqueo completo, el flujo de sangre aumentó en forma significativa durante la prueba en que se generaba una situación de vergüenza y se incitaba la aparición de rubor. Por lo tanto, sin duda debe estar participando algún otro mecanismo de vasodilatación. Hasta ahora no se ha sugerido ningún mecanismo específico.